# Wereldkampioenschappen badminton 2023
De 28ste wereldkampioenschappen badminton werden in 2023 van 21 tot en met 27 augustus gehouden in de Deense stad Kopenhagen. Het badmintontoernooi werd georganiseerd door de Wereld Badminton Federatie (BWF).
Er werd gestreden om vijf titels, te weten:
- Mannen enkelspel
- Vrouwen enkelspel
- Mannen dubbelspel
- Vrouwen dubbelspel
- Gemengd dubbelspel

## Medailles
| Onderdeel          | Goud                        | Zilver                                     | Brons                         |
| ------------------ | --------------------------- | ------------------------------------------ | ----------------------------- |
| Mannen enkelspel   | Kunlavut Vitidsarn          | Kodai Naraoka                              | Anders Antonsen               |
| Mannen enkelspel   | Kunlavut Vitidsarn          | Kodai Naraoka                              | H.S. Prannoy                  |
| Vrouwen enkelspel  | An Se-young                 | Carolina Marín                             | Chen Yufei                    |
| Vrouwen enkelspel  | An Se-young                 | Carolina Marín                             | Akane Yamaguchi               |
| Mannen dubbelspel  | Kang Min-hyuk Seo Seung-jae | Kim Astrup Anders Skaarup Rasmussen        | Aaron Chia Soh Wooi Yik       |
| Mannen dubbelspel  | Kang Min-hyuk Seo Seung-jae | Kim Astrup Anders Skaarup Rasmussen        | Liang Weikeng Wang Chang      |
| Vrouwen dubbelspel | Chen Qingchen Jia Yifan     | Apriani Rahayu Siti Fadia Silva Ramadhanti | Kim So-yeong Kong Hee-yong    |
| Vrouwen dubbelspel | Chen Qingchen Jia Yifan     | Apriani Rahayu Siti Fadia Silva Ramadhanti | Zhang Shuxian Zheng Yu        |
| Gemengd dubbelspel | Seo Seung-jae Chae Yu-jung  | Zheng Siwei Huang Yaqiong                  | Yuta Watanabe Arisa Higashino |
| Gemengd dubbelspel | Seo Seung-jae Chae Yu-jung  | Zheng Siwei Huang Yaqiong                  | Jiang Zhenbang Wei Yaxin      |

### Medailleklassement
| Plaats | Land       | Goud | Zilver | Brons | Totaal |
| 1      | Zuid-Korea | 3    | 0      | 1     | 4      |
| 2      | China      | 1    | 1      | 4     | 6      |
| 3      | Thailand   | 1    | 0      | 0     | 1      |
| 4      | Japan      | 0    | 1      | 2     | 3      |
| 5      | Denemarken | 0    | 1      | 1     | 2      |
| 6      | Indonesië  | 0    | 1      | 0     | 1      |
| 6      | Spanje     | 0    | 1      | 0     | 1      |
| 8      | India      | 0    | 0      | 1     | 1      |
| 8      | Maleisië   | 0    | 0      | 1     | 1      |
| Totaal | Totaal     | 5    | 5      | 10    | 20     |